# Gruppo di Craiova
Il gruppo di Craiova, Craiova Four o C4 è un progetto di cooperazione di quattro stati europei  –  Romania, Bulgaria, Grecia e Serbia  –  al fine di favorire la loro integrazione europea nonché la cooperazione economica, dei trasporti e dell'energia tra loro. Il gruppo ha avuto origine in una riunione al vertice dei capi di governo di Bulgaria, Romania e Serbia, tenutasi il 24 aprile 2015 nella città rumena di Craiova. All'incontro inaugurale del gruppo, l'allora primo ministro rumeno Victor Ponta ha dichiarato di essere stato ispirato dal gruppo di Visegrád. La Romania e la Bulgaria hanno entrambe aderito all'Unione europea il 1º gennaio 2007, mentre la Serbia ha avviato negoziati di adesione a gennaio 2014. Dall'ottobre 2017 alla riunione di Varna, in Bulgaria, con l'inclusione della Grecia, le riunioni sono state quadrilaterali.
Una delle prime iniziative, dopo un incontro a Vidin, in Bulgaria, è stata quella di rafforzare le reti di telecomunicazione nelle aree di confine dei paesi. Altri obiettivi includono aiutare la Serbia a entrare nell'Unione europea e la costruzione di un'autostrada che collega Bucarest, Sofia e Belgrado.
Il 2 novembre 2018, il primo ministro bulgaro Bojko Borisov ha dichiarato che il primo ministro greco Alexīs Tsipras avesse proposto un'offerta congiunta per la Coppa del Mondo FIFA 2030 da parte di Bulgaria, Romania, Serbia e Grecia durante l'incontro a Salonicco. Successivamente, questo è stato ampliato con le offerte proposte per UEFA Euro 2028 e UEFA Euro 2032.

## Confronto dei paesi
| Stemma                   |                                                                                                |                                                                                 | | |
| Bandiera                 | Romania (bandiera)                                                                             | Bulgaria (bandiera)                                                             | Grecia (bandiera) | Serbia (bandiera)                                                                                          |
| Popolazione              | 19.638.000                                                                                     | 7.050.034                                                                       | 10.768.477 | 7.001.444                                                                                                  |
| Superficie               | 238.397 km2                                                                                    | 110.993,6 km2                                                                   | 131.957 km2 | 77.474 km2                                                                                                 |
| Densità di popolazione   | 84,4/km2                                                                                       | 64/km2                                                                          | 82/km2 | 91,1/km2                                                                                                   |
| Governo                  | Repubblica costituzionale semipresidenziale unitaria                                           | Repubblica costituzionale parlamentare unitaria                                 | Repubblica costituzionale parlamentare unitaria | Repubblica costituzionale parlamentare unitaria                                                            |
| Capitale                 | Bucarest – 2.106.144 (2.412.530 nell'area metropolitana)                                       | Sofia – 1.238.438 (1.681.592 nell'area metropolitana)                           | Atene – 664.046 (3.781.274 nell'area metropolitana) | Belgrado – 1.166.763 (1.687.132 nell'area metropolitana)                                                   |
| Città più grande         | Bucarest – 2.106.144 (2.412.530 nell'area metropolitana)                                       | Sofia – 1.238.438 (1.681.592 nell'area metropolitana)                           | Atene – 664.046 (3.781.274 nell'area metropolitana) | Belgrado – 1.166.763 (1.687.132 nell'area metropolitana)                                                   |
| Lingua ufficiale         | rumeno                                                                                         | bulgaro                                                                         | greco | serbo |
| Primo capo di stato      | Alexandru Ioan Cuza, Domnitor dei Principati uniti (primo sovrano del moderno stato unificato) | Khan Asparuh (fondatore del Primo Impero bulgaro)                               | Governatore Giovanni Capodistria (primo capo di stato del moderno stato indipendente)                                                                      | Principe Višeslav di Serbia (primo governatore noto per nome)                                              |
| Attuale capo del governo | Primo ministro Ludovic Orban (Partito Nazionale Liberale (Romania))                            | Primo ministro Boyko Borisov (Cittadini per lo Sviluppo Europeo della Bulgaria) | Primo ministro Kyriakos Mītsotakīs (Nuova Democrazia) | Primo ministro Ana Brnabić (SNS)                                                                           |
| Attuale capo di stato    | Presidente Klaus Iohannis (indipendente)                                                       | Presidente Rumen Radev (indipendente)                                           | Presidente Prokopis Pavlopoulos (Nuova Democrazia) | Presidente Aleksandar Vučić (SNS)                                                                          |
| Religioni principali     | 81% ortodossi, 6,2% protestanti, 5,1% cattolici, 0,2% irreligiosi, 1,5% altre religioni        | 59,5% ortodossi, 9,3% irreligiosi, 7,9% Islam, 0,9% protestanti, 0,7% cattolici | 90% ortodossi, 3% altri cristiani (escluso il cattolicesimo), 4% irreligiosi, 2% Islam, 3% altre religioni (tra cui cattolicesimo occidentale e orientale) | 84,59% ortodossi, 4,97% cattolici, 3.1% Islam, 1.11% irreligiosi, 0.99% protestanti, 3,54% altre religioni |
| Gruppi etnici            | 88.9% rumeni, 6.1% ungheresi, 3.3% rom, 0.2% ucraini, 0.2% tedeschi                            | 84.8% bulgari, 8.8% turchi, 4.9% rom, 0.7% altri                                | - | 83,3% serbi, 3.5% ungheresi, 2.1% rom, 2% bosgnacchi, 9% altri                                             |
| PIL (nominale) (2018)    | - - $239,851 miliardi - $12.285 pro capite                                                     | - - $64,963 miliardi - $9.267 pro capite                                        | - - $219,097 miliardi - $20.408 pro capite | - - $50,651 miliardi - $7.243 pro capite                                                                   |
| PIL (PPA) (2018)         | - - $516,336 miliardi - $26.447 pro capite                                                     | - - $162,318 miliardi - $23.156 pro capite                                      | - - $312,661 miliardi - $29.123 pro capite | - - $122,759 miliardi - $17.555 pro capite                                                                 |
| Debito esterno           | 36,8 % di PIL                                                                                  | 24 % di PIL                                                                     | 182,2 % di PIL | 54,1 % di PIL                                                                                              |
| Valute                   | Leu (L) – RON                                                                                  | Lev (лв) – BGN                                                                  | Euro (€) – EUR | Dinaro serbo (din) – RSD                                                                                   |
| Indice di sviluppo umano | 0,816 (molto alto, 52º)0.725 (ISUD, 43º)                                                       | 0,816 (molto alto, 52º)0.714 (ISUD, 45º)                                        | 0,872 (molto alto, 32º)0.766 (ISUD, 36º) | 0,799 (alto, 63º)0.685 (ISUD, 55º)                                                                         |